# Virginia Slims of Sarasota 1974
Il Virginia Slims of Sarasota 1974 è stato un torneo di tennis giocato sulla terra verde, che fa parte del Virginia Slims Circuit 1974. Si è giocato a Sarasota negli USA, dall'8 al 14 aprile 1974.

## Campionesse

### Singolare
Chris Evert ha battuto in finale  Evonne Goolagong con il punteggio di 6–4, 6–0

### Doppio
Chris Evert /  Evonne Goolagong hanno battuto in finale  Tory Ann Fretz /  Cecilia Martinez con il punteggio di 6–2, 6–2